# Leviathan (film, 2012)
Pour les articles homonymes, voir Léviathan (homonymie).
Pour plus de détails, voir Fiche technique et Distribution.
Leviathan est un documentaire franco-britannico-américain réalisé par Lucien Castaing-Taylor et Verena Paravel, sorti en 2012. 
Il a notamment été primé au Festival international du film de Locarno 2012 et au Festival international du film documentaire de Copenhague.

## Synopsis
Le quotidien d'un chalutier qui, de jour comme de nuit, pêche les animaux de la mer et en recrache les restes sanguinolents sous l'œil des goélands affamés.

## Fiche technique
- Titre : Leviathan
- Scénario et réalisation : Lucien Castaing-Taylor, Verena Paravel
- Photographie et montage : Lucien Castaing-Taylor, Verena Paravel
- Son : Lucien Castaing-Taylor, Verena Paravel, Ernst Karel
- Production : Lucien Castaing-Taylor, Verena Paravel
- Pays d'origine :  France/ Royaume-Uni/ États-Unis
- Durée : 87 minutes
- Format : couleur - DCP
- Genre : documentaire
- Dates de sortie : 28 aout 2013 en salles en France (2012 en festivals)

## Distribution
Leviathan :  film de véritables pêcheurs sur le chalutier.

## Distinctions

### Récompenses
- Festival international du film de Locarno 2012 : prix FIPRESCI, prix Don Quichotte
- Festival international du film documentaire de Copenhague 2012 : prix New Vision
- Los Angeles Film Critics Association Awards 2012 : meilleur film indépendant ou expérimental

- National Society of Film Critics Awards 2014 : meilleur film expérimental

### Nominations
- Washington D.C. Area Film Critics Association Awards 2013 : meilleur film documentaire

## Autour du film
Le film s'ouvre sur une citation du chapitre 41 du livre de Job, qui parle du Léviathan.